# Kogl (Bad Tölz)
Kogl ist ein Ortsteil der Stadt Bad Tölz im oberbayerischen Landkreis Bad Tölz-Wolfratshausen.

## Lage
Die Einöde liegt circa fünf Kilometer nördlich von Bad Tölz und ist über die Staatsstraße 2368 zu erreichen.

## Gemeindezugehörigkeit
Vor der Gemeindegebietsreform war Kogl ein Ortsteil der Gemeinde Kirchbichl und wurde nach deren Auflösung am 1. Mai 1978 nach Bad Tölz eingegliedert.